# موغنس جنسن
موغنس جنسن (بالدنماركية: Mogens Jensen)‏ هو مجدف دنماركي، ولد في 20 مايو 1937 في كوبنهاغن في الدنمارك.

## وصلات خارجية
- موغنس جنسن على موقع الاتحاد الدولي للتجديف (الإنجليزية)
- موغنس جنسن على موقع اللجنة الأولمبية الدولية (الإنجليزية)
- موغنس جنسن على موقع أوليمبيديا (الإنجليزية)